# Lavaiano
Lavaiano is een plaats (frazione) in de Italiaanse gemeente Lari.